# Juan Ramón Rocha
Pour les articles homonymes, voir Rocha (homonymie).
Juan Ramón Rocha, né le 8 mars 1954 à Santo Tomé dans la province de Corrientes, est un footballeur international argentin reconverti en entraîneur.

## Biographie
Il commence sa carrière en 1972, à Newell's Old Boys, il est transféré en 1978 à Boca Juniors, puis en 1979, au Panathinaïkos, club avec lequel il jouera jusqu'à sa retraite en 1989.
Surnommé l'Indien, il reste un joueur mythique au Panathinaïkos, qu'il servit dix saisons durant.
Il fut dans un premier temps, recruté sous le nom de Boublis, avec des papiers Grecs.
La découverte d'une falsification de documents, et le scandale qui s'ensuivit, faillit envoyer Rocha en prison, et le Panathinaïkos en 2e division.
Il fut retenu à 27 reprises avec la sélection Argentine entre 1976 et 1978.
Après la fin de sa carrière de joueur, Juan Ramon Rocha devient entraîneur, d'abord à Paniliakos, Ilisiakos puis Kalamata, avant de revenir en 1993 au Panathinaïkos, succédant à Ivica Osim.
À la tête de l'équipe, il réussit l'un des plus beaux parcours européens du club, en accédant aux 1/2 finales de la Ligue des Champions 1995-1996.
Durant cette période, le club remporta deux titres de champion de Grèce ainsi que deux coupes nationales et une supercoupe de Grèce de football.
À la suite du limogeage de Jesualdo Ferreira, il est nommé par intérim l'entraineur du Panathinaikos durant deux mois.